# Liechtenstein op de Europese kampioenschappen atletiek 2010
Liechtenstein werd door één atleet vertegenwoordigd op de Europese kampioenschappen atletiek 2010, in de Spaanse stad Barcelona. Marcel Tschopp nam deel aan de marathon.

## Deelnemers
| Onderdeel | Mannen         | Vrouwen |
| --------- | -------------- | ------- |
| Marathon  | Marcel Tschopp |         |

## Resultaten

### Zondag 1 augustus 2010

#### Marathon mannen
- Marcel Tschopp
  - Finale: 39ste in 2:37.14

Albanië · Andorra · Armenië · Azerbeidzjan · België · Bosnië en Herzegovina · Bulgarije · Cyprus · Denemarken · Duitsland · Estland · Finland · Frankrijk · Georgië · Gibraltar · Griekenland · Groot-Brittannië · Hongarije · Ierland · IJsland · Israël · Italië · Kroatië · Letland · Liechtenstein · Litouwen · Luxemburg · Macedonië · Malta · Moldavië · Monaco · Montenegro · Nederland · Noorwegen · Oekraïne · Oostenrijk · Polen · Portugal · Roemenië · Rusland · San Marino · Servië · Slovenië · Slowakije · Spanje · Tsjechië · Turkije · Wit-Rusland · Zweden · Zwitserland